# 鄭櫻綸
鄭櫻綸（英語：England Cheng），香港流行曲填詞人，畢業於香港浸會大學英文系翻譯學士課程。曾留學日本東京並取得日本語能力試驗2級。她曾擔任過《MiLK》、《MiLK X》和《號外》等多本香港雜誌及國內雜誌《新視線》的編輯，及至2008年移居上海，加入了《LOHAS樂活·健康時尚》雜誌並參與創刊工作。 曾任《LOHAS樂活·健康時尚》主編，並經常為無綫電視劇集主題歌曲，動畫歌曲，特攝歌曲，及TVB旗下藝人的流行曲填詞。現為NIKE中國區傳訊總監。
著作包括由陳慧琳主唱的韓劇《大長今》主題曲《希望》與及林峯的《心呼吸》。

## 填詞作品列表

### 1999年
| - 張 茵 - Another Dream | - 張 茵 - Bye Bye |

### 2004年
- 林　峯 - 心呼吸

### 2005年
| - 吳卓羲 - 春日 - 廖碧兒 - 實情 - 林保怡 - 飛鷹翱翔 - 楊 怡 - 三角兩面 - 郭晉安 - 幪面超人555 - 郭晉安、宣 萱 - 十萬個為什麼 - 鄧健泓 - 呼叫 - 鄭嘉穎 - 三角兩面 - 鄭嘉穎、林 峯、佘詩曼、楊 怡 - 與朋友共 | - 陳慧琳 - 希望 - 陳慧琳 - 希望（國） - 陳慧琳 - 思念 - 陳慧琳- 思念（國） - 陳 豪 - 痕跡 - 陳 豪、陶大宇、郭可盈、廖碧兒 - 心裡話 - 高鈞賢 - 龍王傳說 - 黎 姿 - 鏡花 |

### 2006年
| - 佘詩曼 - 出走公主 - 佘詩曼 - 星星的加冕 - 佘詩曼 - 蝶變 - 吳卓羲 - 超世代之戰（與宋沛言合填） - 張德蘭 - 《游劍江湖》片尾曲 - 林 峯 - Be Brave! 幪面超人! - 林文龍 - 天網 - 王祖藍 - 爆龍戰隊 | - 鄧麗欣、吳雨霏 - 偏愛 - 鄭嘉穎 - Keroro軍曹 - 鄭嘉穎 - 愛平凡 - 鄭嘉穎、周麗淇 - 請講 - 陳敏之 - 逐格重播 - 馬浚偉 - 放學ICU - 黃宗澤 - 軍曹Again |

### 2007年
| - 梁榮忠 - 超級戰隊 - 楊秀惠、陳美詩 - 魔法奇幻變 - 胡諾言 - 忍者變法 - 鄧健泓 - 起飛 - 鄧健泓 - 阿四 - 鄧健泓、梁靖琪、湯盈盈 - 沒完沒了 - 鄭嘉穎 - 最美麗的第七天 | - 鄭嘉穎、黃宗澤 - 強劍 - 鄭嘉穎、黃宗澤 - 微微笑 - 鍾嘉欣 - 動物橫町 - 關楚耀 - 響 - 陳小春 - 扭計王 - 馬浚偉、吳卓羲 - 突圍 - 麥浚龍 - 死亡筆記 |

### 2008年
| - Hotcha - 童話之夢 - 佘詩曼 - 等你 - 周柏豪 - 數碼超能量 - 孫耀威 - 我的最愛 - 林 峯、吳卓羲、陳鍵鋒、馬國明 - 風暴 - 梁漢文 - 遺留 - 王祖藍 - 奇幻旅程 - 羅嘉良、胡杏兒 - 當狗愛上貓 | - 蕭正楠 - 超人的秘密 - 裕 美 - 戀愛☆是嗎 - 郭晉安 - 花樣奇案 - 鍾嘉欣 - 彩雲國物語 - 陳柏宇 - 魔法戰隊 - 陳詩慧 - 枯草 - 陳詩慧 - 黑眼圈 |

### 2009年
| - 佘詩曼 - 風車 - 吳卓羲、謝天華、陳鍵鋒 - 黑白變奏 - 張敬軒 - 定局 - 樂 瞳 - 1 2 3 4 Wonderful 5 | - 樂 瞳 - Something I've Been Told - 胡杏兒、張智霖 - 超好奇 - 鄧紫棋 - 夢幻組合 - 馬國明、高鈞賢 - 幕後人 |

### 2010年
| - 何紫慧 - I Do - 吳業坤 - 閃電十一人 - 官恩娜 - Shining Like a Star - 林 峯 - 同謀 | - 林景程 - Go Ahead - 駱胤鳴 - Maji Maji Magical Jewel - 胡杏兒 - 忘掉自己 - 許廷鏗 - Keroro世界 - 黃宗澤 - 勁爆Metal Fight |

### 2011年
| - 劉 璇 - 回見 - 劉威煌 - 潛伏 - 張德蘭 - 朝花夕拾 - 林 峯 - Light Up My Life - 林 峯 - 試煉 - 樂 曈 - Happy Tinke - 陳國峰 - On The Road | - 林欣彤 - Take Me Through - 胡鴻鈞 - 飄花 - 許廷鏗 - 理想的翅膀 - 關菊英 - 浮雲 - 黎耀祥、吳卓羲 - 目擊 |

### 2012年
| - 吳卓羲、陳展鵬 - 千鈞一髮 - 吳若希 - 即興地圖 - 蕭正楠 - 從未在意 | - 譚嘉儀、馮允謙 - W-B-X - 超級巨聲群星 - Let's Go Celebrate - 陳偉霆 - You Can Do It - 何雁詩 - Go！Go！Sunshine！ |

### 2013年
| - 林欣彤 - Little Something - 林 峯 - On My Way | - 蔡卓妍 - 未夠討好 - 陳展鵬 - 小草 - 劉威煌 - 海賊戰隊 - 馮允謙 - 幪面超人Anything Goes！ |

### 2014年
| - J.Arie - 不想再見 - 何雁詩 - 綿羊仔 | - 林欣彤 - 幾次 - 林夏薇 - 很想討厭你 |

### 2015年
| - 蔚雨芯 - 疼妳 |

## 獎項

### 2005年
- 《2005勁歌金曲優秀選第一回》第一回金曲 - 陳慧琳 - 希望
- 《2005年度十大勁歌金曲頒獎典禮》十大勁歌金曲 - 陳慧琳 - 希望
- 《新城勁爆頒獎禮2005》新城勁爆歌曲 - 陳慧琳 - 希望
- 《2005年度TVB8金曲榜頒獎典禮》全球觀眾最愛粵語歌曲獎 - 陳慧琳 - 希望
- 《2005年度TVB8金曲榜頒獎典禮》金曲獎 - 陳慧琳 - 希望（國）
- 《新Monday十大手電娛樂頒獎禮》 - 音樂頻道 - 十大手電鈴聲 - 陳慧琳 - 希望
- 《百度（全球最大中文搜索引擎）十大流行金曲風雲榜》 - 希望（上榜114天，歷史總搜索量為16203118人次）

### 2006年
- 《中國原創歌曲總評榜》港台地區最佳歌曲：陳慧琳 - 希望
- 《2006勁歌金曲優秀選第一回》第一回金曲 - 廖碧兒 - 實情
- 《2006年度兒歌金曲頒獎典禮》十大兒歌金曲及金曲金獎 - 鄭嘉穎 - Keroro軍曹
- 《2006年度兒歌金曲頒獎典禮》十大兒歌金曲 - 馬浚偉 - 放學ICU
- 《2006年度兒歌金曲頒獎典禮》十大兒歌金曲 - 高鈞賢 - 龍王傳說
- 《2006年度兒歌金曲頒獎典禮》十大兒歌金曲 - 吳卓羲 - 超世代之戰
- 《新城勁爆兒歌頒獎禮2006》新城勁爆兒歌 - 高鈞賢 - 龍王傳說
- 馬來西亞《Astro華麗台電視劇大獎2006》我的至愛主題曲 - 《天涯俠醫》主題曲 - 林峯 - 心呼吸

### 2007年
- 《2006年度兒歌金曲頒獎典禮》十大兒歌金曲及金曲金獎 - 佘詩曼 - 星星的加冕
- 《2007年度兒歌金曲頒獎典禮》十大兒歌金曲 - 黃宗澤 - 軍曹Again
- 《2007年度兒歌金曲頒獎典禮》十大兒歌金曲 - 林峯 - Be Brave! 幪面超人!
- 《2007年度兒歌金曲頒獎典禮》十大兒歌金曲 - 鍾嘉欣 - 動物橫町
- 《2007年度兒歌金曲頒獎典禮》十大兒歌金曲 - 鄧健泓 - 起飛
- 《新城勁爆兒歌頒獎禮2007》新城勁爆兒歌及新城勁爆年度兒歌大獎 - 佘詩曼 - 星星的加冕
- 《新城勁爆兒歌頒獎禮2007》新城勁爆兒歌 - 林峯 - Be Brave! 幪面超人!
- 《新城勁爆兒歌頒獎禮2007》新城勁爆兒歌 - 鍾嘉欣 - 動物橫町
- 《新城勁爆兒歌頒獎禮2007》新城勁爆兒歌 - 黃宗澤 - 軍曹Again
- 《新城勁爆兒歌頒獎禮2007》新城勁爆兒歌 - 楊秀惠、陳美詩 - 魔法奇幻變
- 《新城勁爆兒歌頒獎禮2007》新城勁爆兒歌 - 鄭嘉穎、黃宗澤 - 微微笑

### 2008年
- 《2008勁歌金曲優秀選第一回》第一回金曲 - 泳兒 - 最美麗的第七天
- 《Yahoo!搜尋人氣大獎2008》華語歌曲 - 泳兒 - 最美麗的第七天
- 《2008年度兒歌金曲頒獎典禮》十大兒歌金曲及金曲金獎 - 鍾嘉欣 - 彩雲國物語
- 《2008年度兒歌金曲頒獎典禮》十大兒歌金曲 - 陳柏宇 - 魔法戰隊
- 《2008年度兒歌金曲頒獎典禮》十大兒歌金曲 - Hotcha - 童話之夢
- 《新城勁爆兒歌頒獎禮2008》新城勁爆兒歌及新城勁爆年度兒歌大獎 - 鍾嘉欣 - 彩雲國物語
- 《新城勁爆兒歌頒獎禮2008》新城勁爆兒歌 - 關楚耀 - 響
- 《新城勁爆兒歌頒獎禮2008》新城勁爆兒歌 - Hotcha - 童話之夢

### 2009年
- 《2009年度兒歌金曲頒獎典禮》十大兒歌金曲 - 王祖藍 - 奇幻旅程
- 《2009年度兒歌金曲頒獎典禮》十大兒歌金曲 - 周柏豪 - 數碼超能量

### 2010年
- 《新城勁爆兒歌頒獎禮2010》新城勁爆兒歌 - 吳業坤 - 閃電十一人
- 《新城勁爆兒歌頒獎禮2010》新城勁爆兒歌 - 官恩娜 - Shining Like a Star

## 外部連結
- MOOV香港音樂庫 - 鄭櫻綸 （页面存档备份，存于）
- 鄭櫻綸的新浪微博 （页面存档备份，存于）